# DRBD
DRBD (от англ. Distributed Replicated Block Device — «распределённое реплицируемое блочное устройство») — программная система, обеспечивающая синхронизацию (RAID 1) между локальным блочным устройством и удалённым. Одним из применений является построение отказоустойчивых кластерных систем на операционной системе с ядром Linux. Входит в ванильное ядро Linux с 15 декабря 2009 года.
Поддерживает как синхронную, так и асинхронную репликацию (при синхронной, протокол «С», операция записи считается завершённой, когда и локальный, и удалённый диски сообщают об успешном завершении записи; при асинхронной, протокол «A», запись считается завершённой, когда запись завершилась на локальном устройстве и данные готовы к отправке на удалённый узел). Также поддерживается промежуточный протокол (B), при котором запись считается успешной, если она завершилась на локальное устройство, и удалённый узел подтвердил получение (но не локальную запись) данных. Синхронизация идёт через протокол TCP (без шифрования и аутентификации), по умолчанию используется порт TCP/3260.
Поддерживает только два узла при использовании версии <9, более сложные конструкции могут строиться с помощью использования drbd-устройства в качестве «локального» для ещё одного drbd-устройства, либо использовать версию >=9. Количество узлов, рекомендуемое Linbit не более 5, максимальное - 32. 
Узлы могут работать в режиме первичного (primary) узла или вторичного (secondary), вторичный хранит данные, но не позволяет осуществить к ним локальный доступ, первичный позволяет осуществить доступ. DRBD поддерживает также режим «первичный — первичный», при котором возможен доступ к обоим узлам; если при этом на DRBD-устройстве располагается файловая система, то для поддержки режима «первичный — первичный» необходимо использовать кластерные файловые системы (такие, как GFS2 и OCFS2).
DRBD работает локально на узле (то есть обеспечивает репликацию на удалённый узел содержимого локального блочного устройства). Для использования создаётся новое устройство, обычно /dev/drbdX (X — число). Для нормальной работы DRBD должен быть запущен на обоих узлах. Если узел имеет роль вторичного, то он имеет соответствующее drbd-устройство, но доступ к нему запрещён. Как только происходит повышение роли до первичного, доступ открывается. Большинство операций осуществляется с помощью утилиты drbdadm, хотя фактическая работа происходит на уровне ядра. Если локальное устройство выходит из строя и включена маскировка ошибок, то устройство /dev/drbdX продолжает работать, получая данные через сеть, этот режим называется «бездисковым» (diskless).
Разработчик — австрийская компания Linbit, занимающаяся также внедрением и коммерческой поддержкой решений с использованием DRBD и Pacemaker.